# P♯
P#是一款以Common Language Infrastructure撰寫的Prolog语言直譯器。
特色：
- 扩展Prolog语言，使其支持并发机制。
- Prolog可以生成任何的.NET对象。
- 能與微软.NET Framework和Mono相容。